# Václav Dobiáš (Widerstandskämpfer)
Václav Dobiáš (* 19. September 1920 in Jimramov; † 10. April 1945 in Zwickau) war ein tschechischer Widerstandskämpfer und einer der drei Mitbegründer und Anführer der Widerstandsgruppe Předvoj. Er wurde in Zwickau von den Nationalsozialisten hingerichtet.

## Leben
Nach dem Abschluss einer Realschule besuchte Dobiáš die Tschechische Technische Universität in Prag, nach der Schließung aller Hochschulen in der Protektoratszeit musste er sein Studium jedoch unterbrechen.
Der evangelisch erzogene Dobiáš nahm 1943/1944 an Zusammenkünften eines Kreises junger linksorientierter Studenten teil, die sich im Rahmen der evangelischen Jugend der Pfarrgemeinde der Evangelischen Kirche der Böhmischen Brüder im Prager Stadtteil Smíchov trafen. Zusammen mit seinen Freunden Karel Hiršl und Jiří Staněk bildete er den Kern der künftigen Gruppe, die zuerst die illegale Zeitschrift Předvoj herausgab, und gründete mit ihnen später die gleichnamige Widerstandsgruppe Předvoj. Dobiáš, selbst evangelisch veranlagt, machte hier Bekanntschaft mit marxistischer Literatur und sozialistischem Gedankengut verschiedener Couleur, jedoch nicht mit der Geschichte der Sowjetunion unter Stalin und nicht mit der Politik der kommunistischen Parteien. Genau wie seine Mitkämpfer verstand er sich als Kommunist und war fest entschlossen, gegen die nationalsozialistische Besetzung seines Landes Widerstand zu leisten. Eine wesentliche Motivation für die Gründung und den Ausbau der Widerstandsgruppe lieferte ihm die Niederlage der deutschen Armee bei Stalingrad.
Als einer der Anführer verdiente sich Dobiáš wesentlich für den Ausbau der Gruppe und deren Verbreitung im gesamten Protektorat und baute ein nachrichtendienstliches Netz aus. Über die Größe der Widerstandsgruppe Předvoj finden sich widersprüchliche Angaben: während der heutige Kommunistischer Jugendverband (Jugendorganisation der Kommunistischen Partei von Böhmen und Mähren) die Zahl 2000 angibt, spricht die Soziologin Wagnerová über die größte Widerstandsorganisation der damaligen  Zeit in Böhmen und Mähren mit bis zu zehn Tausend Mitgliedern. Die Widerstandsgruppe beteiligte sich auch an Sabotageaktionen, und aus ihrem Umkreis sind die Verantwortlichen für das Attentat auf August Gölzer hervorgegangen.
Kurz vor Kriegsende wurde Václav Dobiáš verhaftet, nach Zwickau deportiert und dort am 10. April 1945 hingerichtet; weitere Mitglieder der Widerstandsgruppe befanden sich nach deren Verhaftung in der Kleinen Festung Theresienstadt, wo sie am 2. Mai 1945 mit einer Gruppe von fast 70 Häftlingen ebenfalls hingerichtet wurden.